# 100 Greatest Britons

Cei mai mari 100 de britanici este un sondaj de opinie organizat în 2002 de televiziunea BBC pentru a descoperi britanicii populari din toate timpurile. Sondajul a adus câțiva candidați puțin probabili ca Guy Fawkes, Aleister Crowley, Boy George și Robbie Williams. A inclus, de asemenea doi irlandezi (Bono and Bob Geldof) și  James Connolly, naționalistul irlandez executat de britanici în 1916. Seriile de Mari britanici rezultate, au inclus programe individuale pentru primii zece, oferind vizitatorilor posibilitatea de a mai vota după fiecare program. S-a încheiat cu o dezbatere. În Germania a existat o copie a emisiunilor pe ZDF, numită Unsere Besten, la fel în Canada, unde CBC a produs Cei mai mari Canadieni, în 2004.

## Rezultate

### Top 10

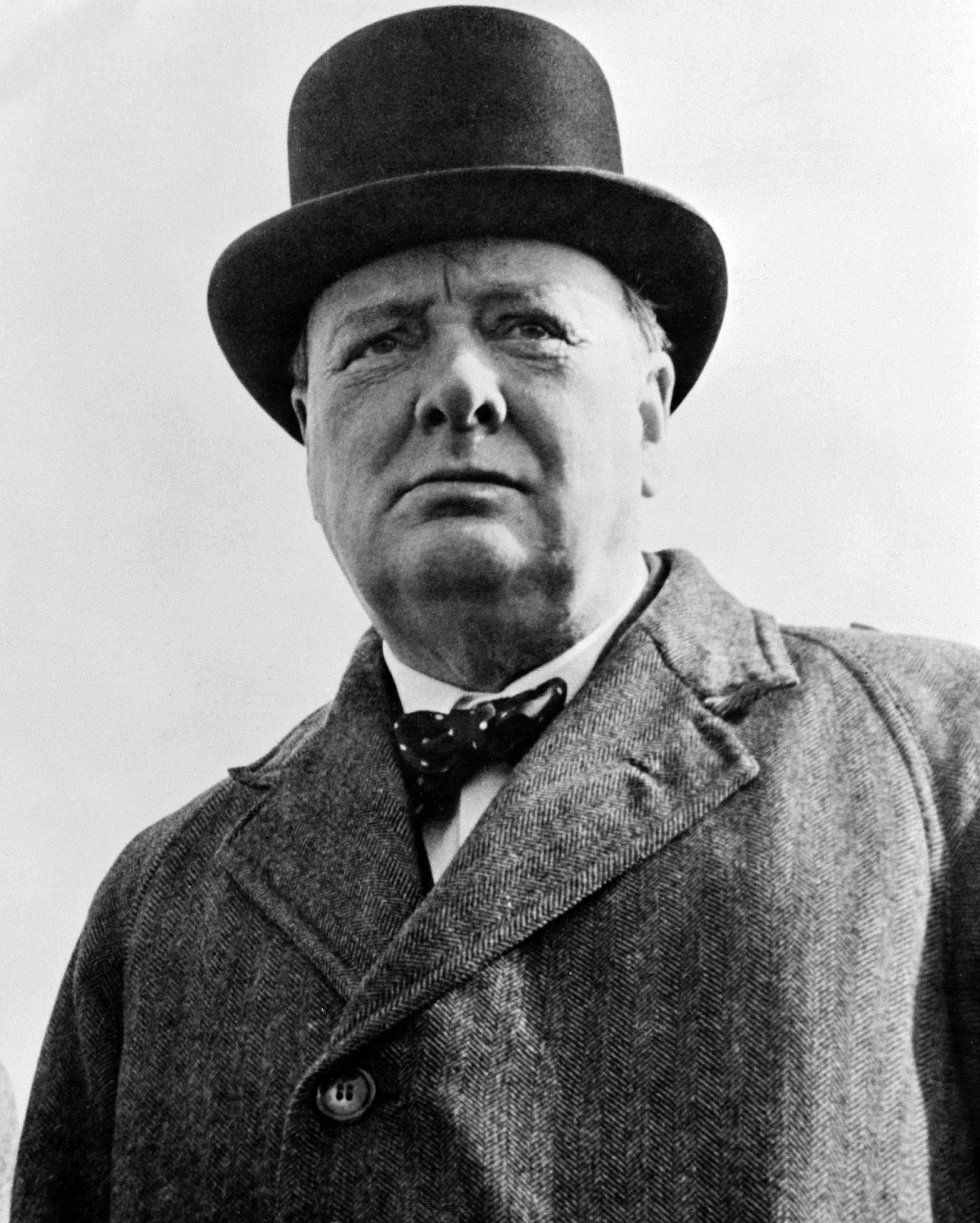
1. Sir Winston Churchill
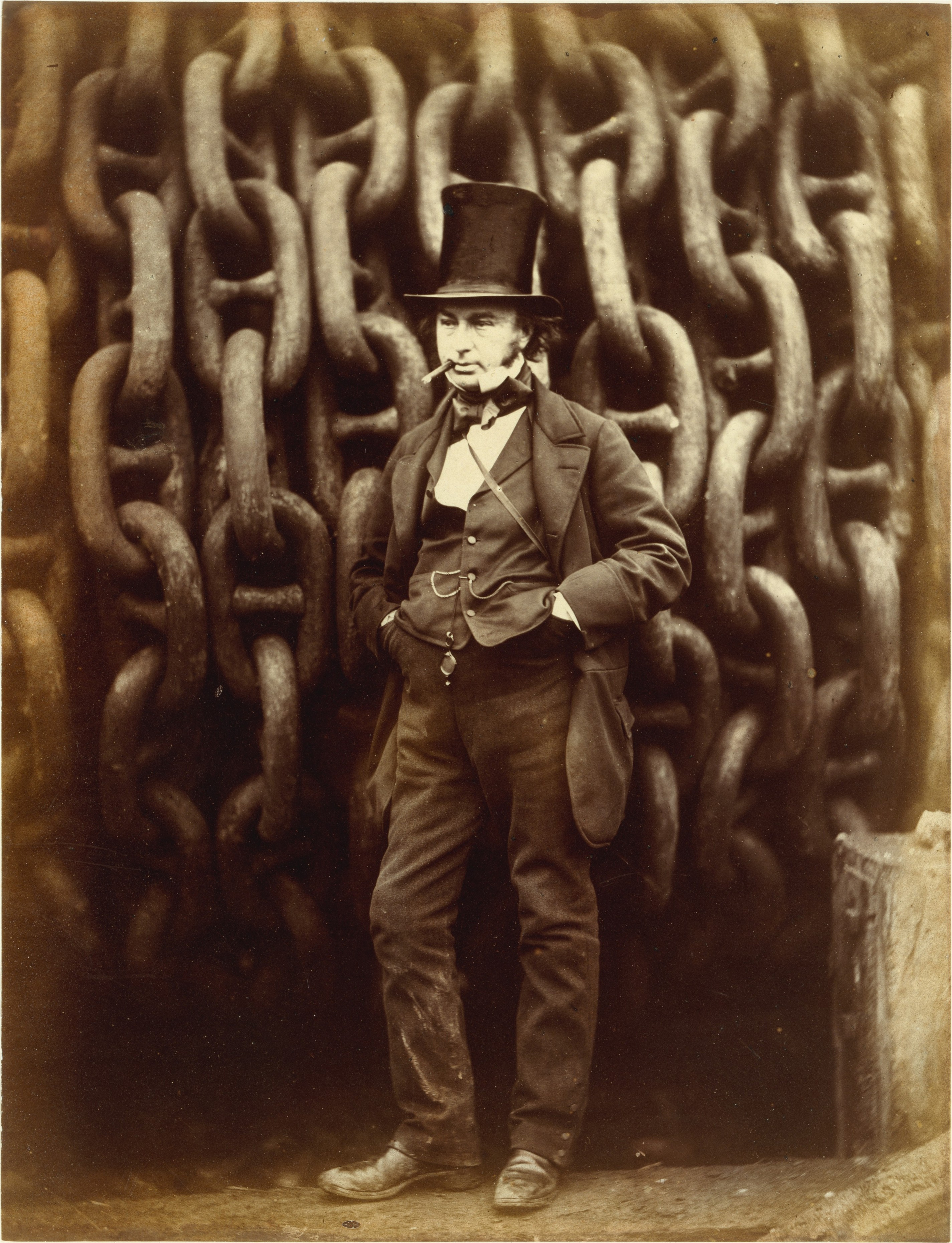
2. Isambard Kingdom Brunel
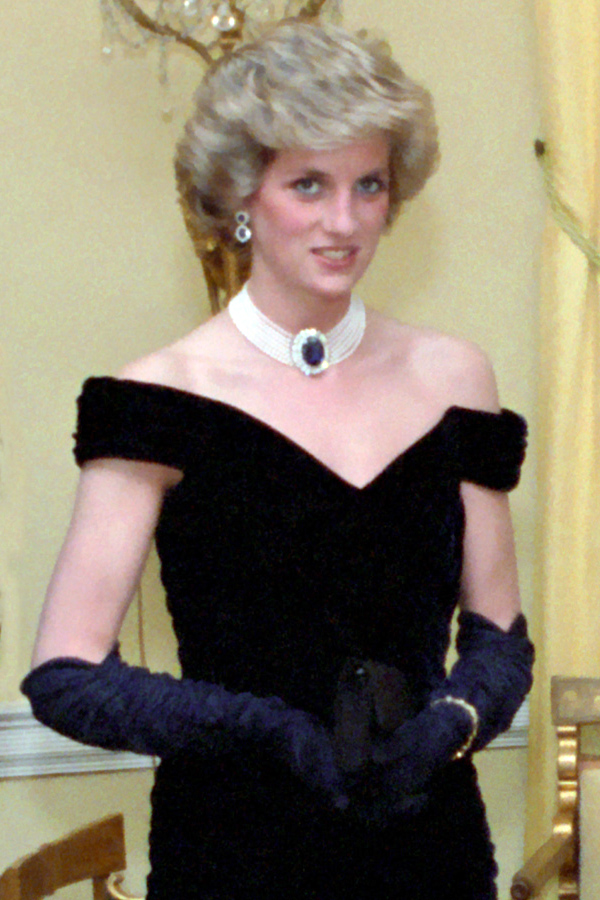
3. Diana, Prințesă de Wales
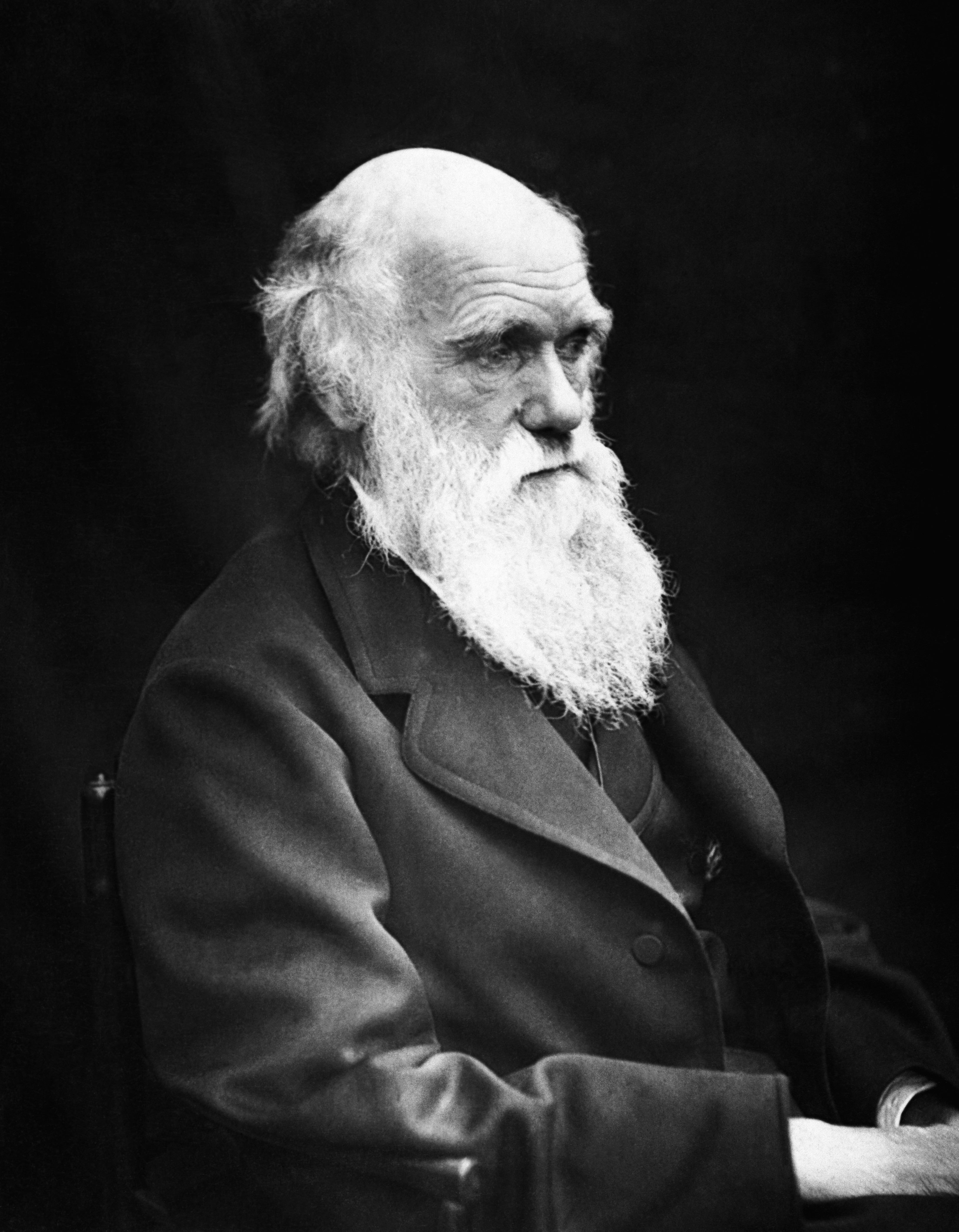
4. Charles Darwin
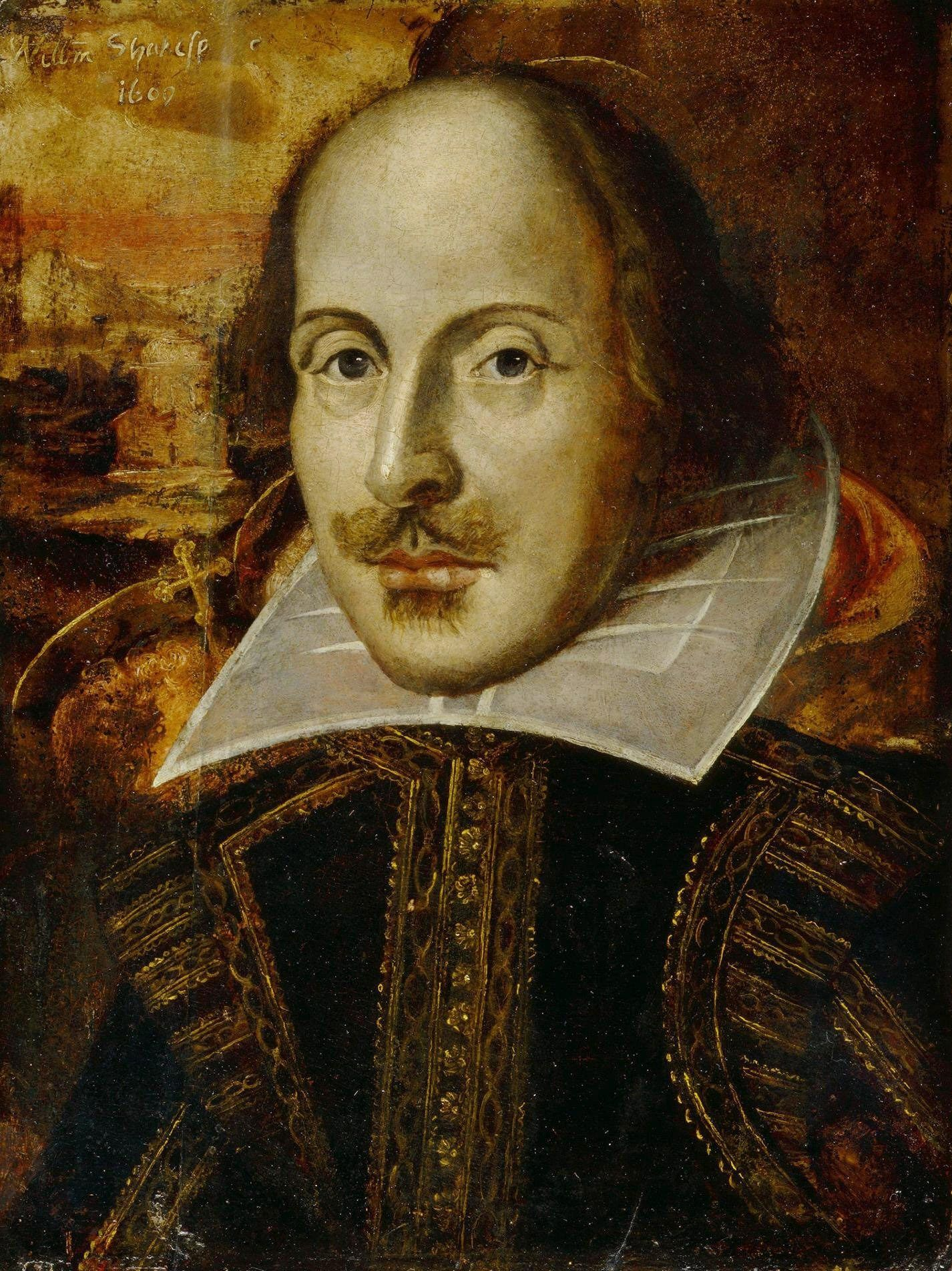
5. William Shakespeare
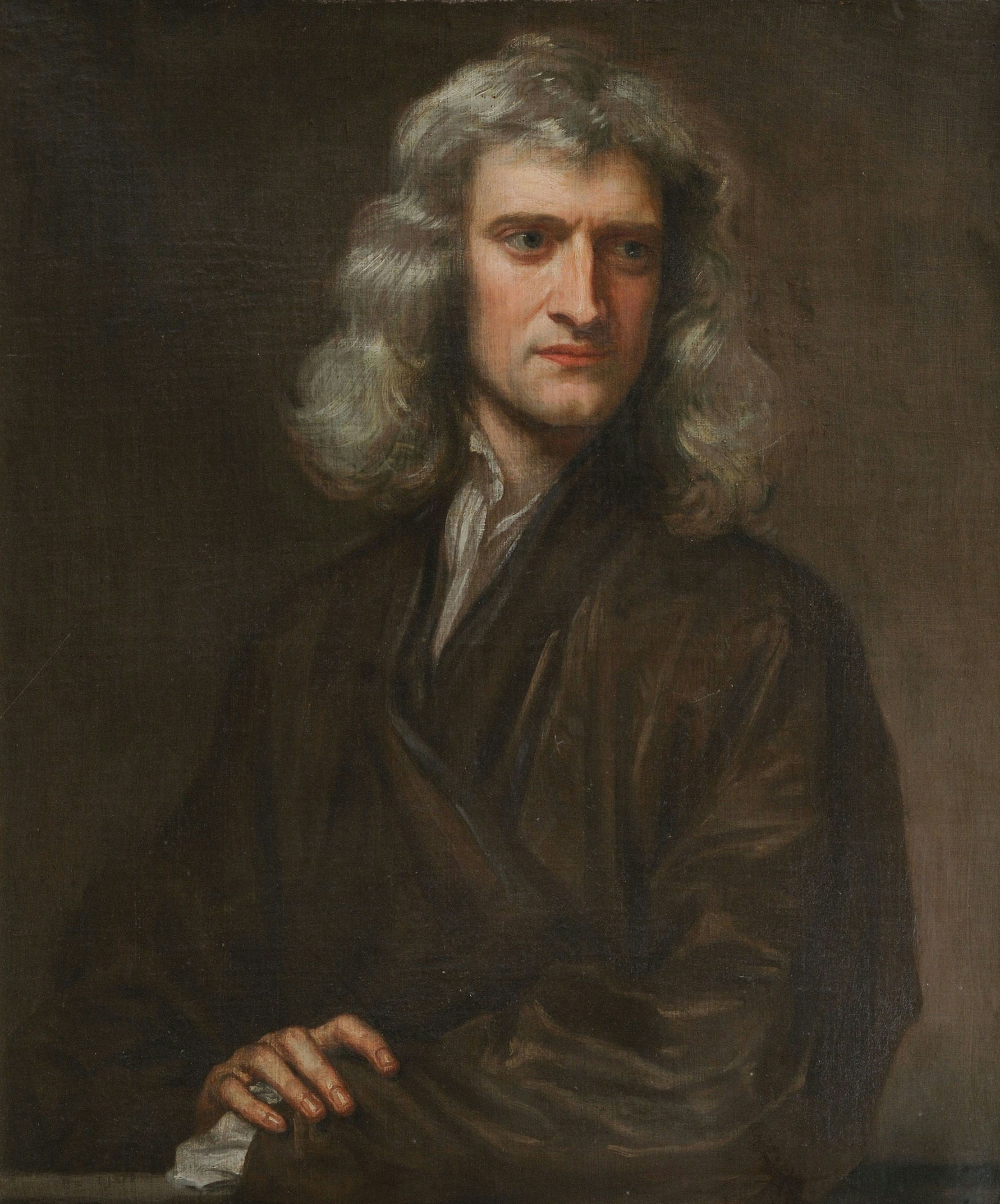
6. Sir Isaac Newton
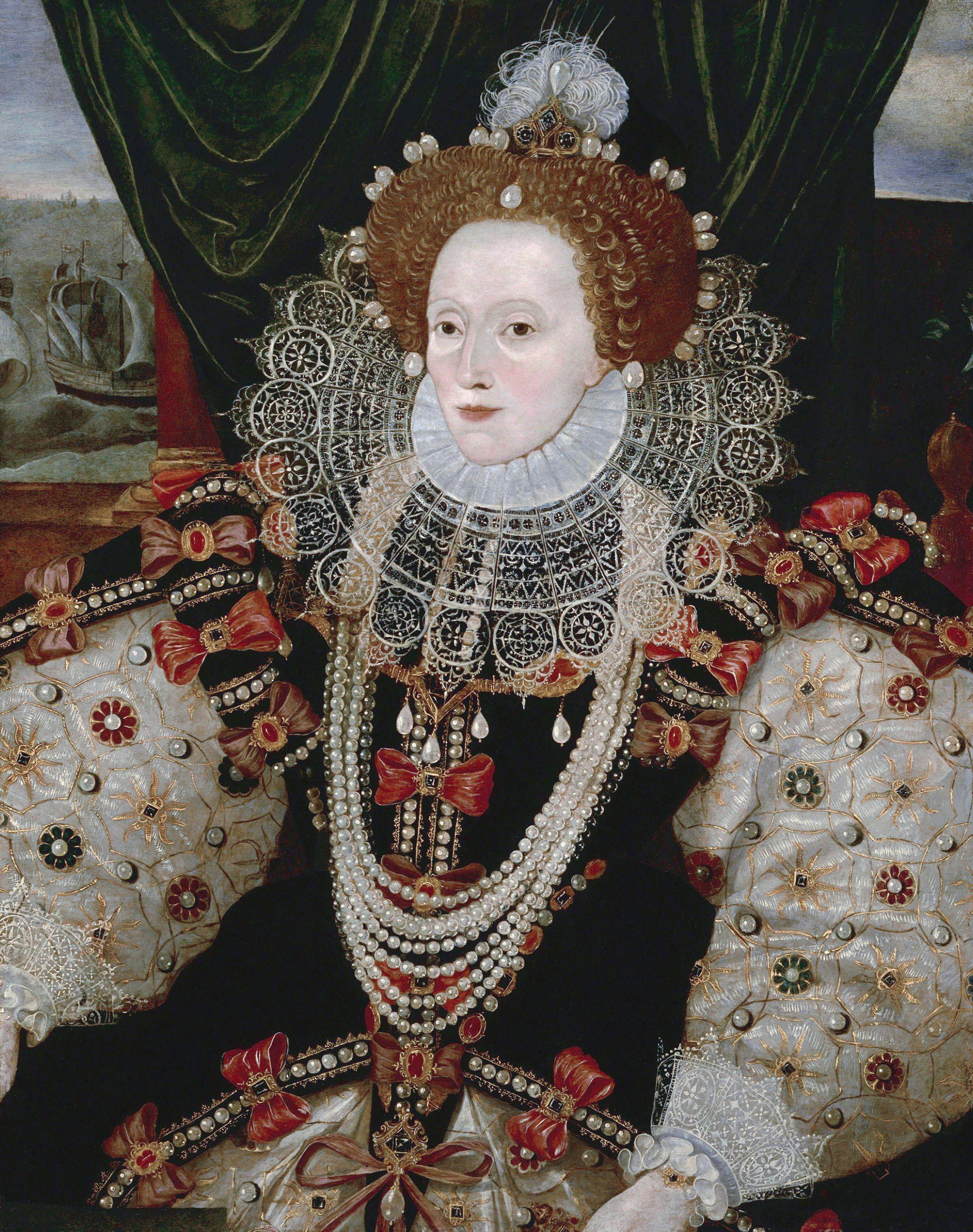
7. Elisabeta I a Angliei
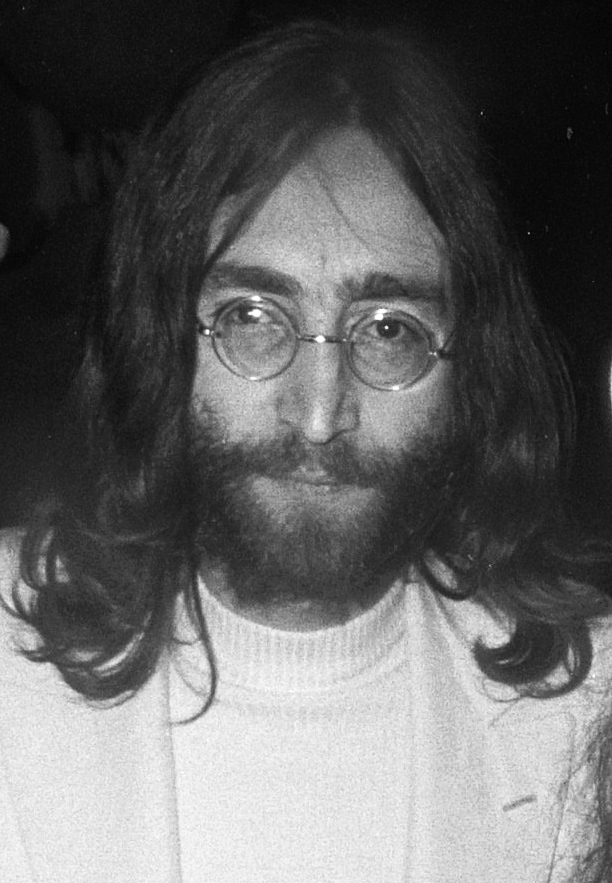
8. John Lennon
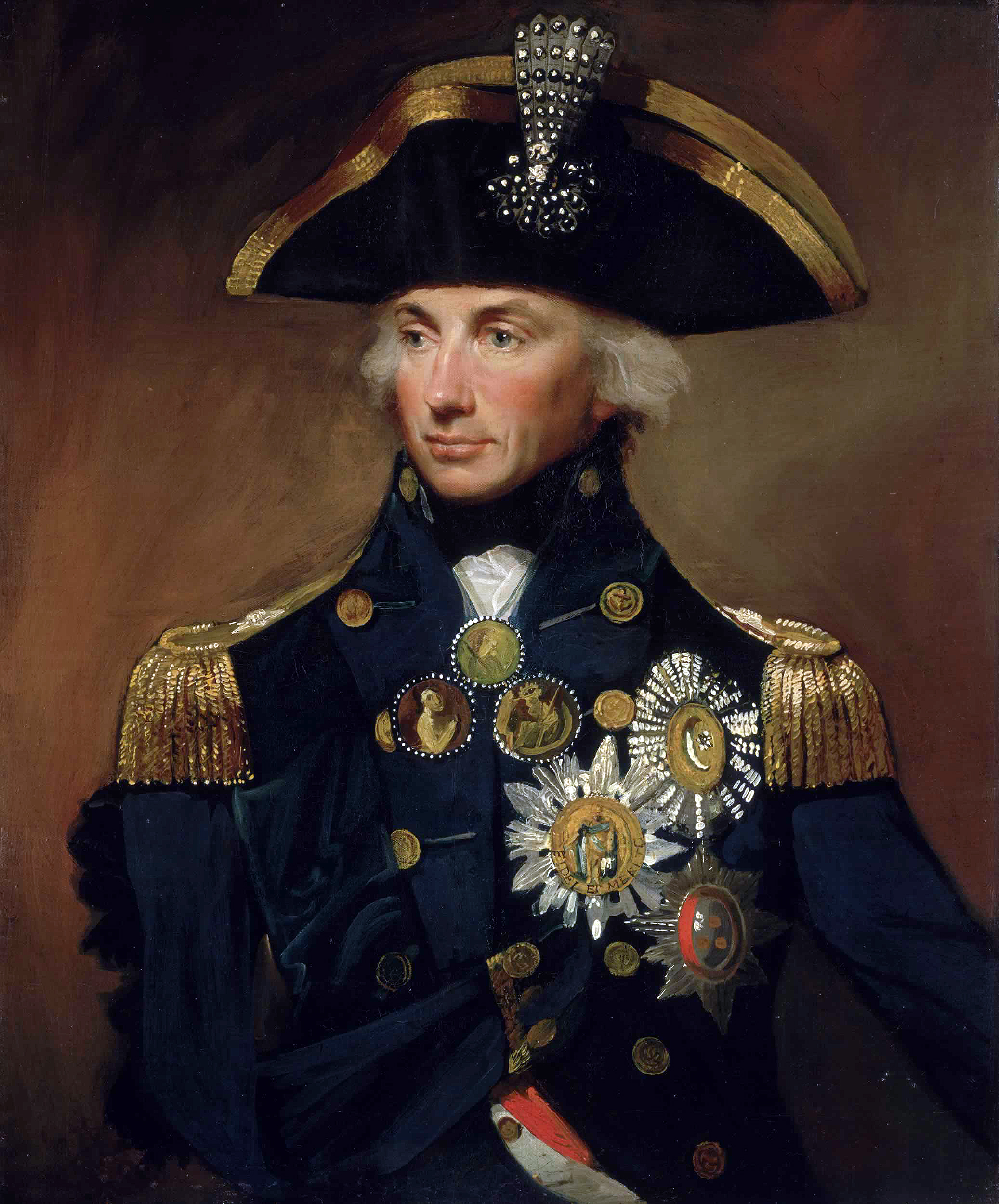
9. Horatio Nelson
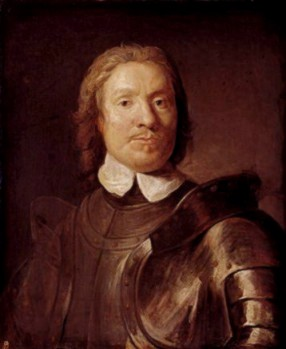
10. Oliver Cromwell

### Lista completă
1. Sir Winston Churchill (1874-1965), politician, scriitor, artist și istoric, prim-ministru al Regatului Unit în timpul celui de-Al Doilea Război Mondial, laureat al Premiului Nobel (1953)
2. Isambard Kingdom Brunel (1806-1859), om de știință, inginer specializat în inginerie civilă și navală
3. Diana, Prințesă de Wales (1961-1997), prima soție a Prințului Charles, mama Prințului William și Prințului Harry
4. Charles Darwin (1809-1882, biolog, naturalist, geolog și autor de cărți
5. William Shakespeare (1564-1616), dramaturg și poet
6. Sir Isaac Newton (1642-1727), om de știință, alchimist, teolog, mistic, matematician, fizician și astronom
7. Regina Elisabeta I (1533-1603), regină a Angliei și a Irlandei (1558-1603)
8. John Lennon (1940-1980), muzician, cântăreț, textier și compozitor, unul dintre fondatorii trupei The Beatles
9. Horatio Nelson (1758-1805), comandant naval
10. Oliver Cromwell (1599-1658), lider militar și politic
11. Sir Ernest Shackleton (1874-1922), explorator
12. Căpitanul James Cook (1728-1779), explorator, navigator și cartograf
13. Robert Baden-Powell, Baron Baden-Powell (1857-1941), general-locotenent al armatei britanice, scriitor și fondator al Mișcării Cercetașilor
14. Alfred cel Mare (849 d. Hr.-899 d. Hr.), rege anglo-saxon al Regatului Wessex (871-899)
15. Arthur Wellesley, Primul Duce de Wellington (1769-1852), ofițer și om de stat
16. Margaret Thatcher, Baroneasă Thatcher (1925-2013), politiciană, prim-ministru al Regatului Unit
17. Michael Crawford (1942-), actor, comedian, cascador, cântăreț și artist vocal
18. Regina Victoria (1819-1901), regină a Regatului Unit al Marii Britanii și Irlandei (1837-1901) și împărăteasă a Indiilor (1877-1901)
19. Sir Paul McCartney (1942-), cântăreț și compozitor, fondator al trupei The Beatles
20. Sir Alexander Fleming (1881-1955), bacteriolog scoțian, laureat al Premiului Nobel (1945)
21. Alan Turing (1912-1954), informatician, matematician, logician, criptanalist, filosof și maratonist
22. Michael Faraday (1791-1867), fizician și chimist
23. Owain Glyndŵr (cca. 1359- cca. 1415), lider galez, ultimul nativ galez care a deținut titlul de Prinț de Wales
24. Regina Elisabeta a II-a (1926-), regină a 16 state suverane numite Commonwealth
25. Stephen Hawking (1942-2018), fizician, teoretician al originii universului, scriitor, profesor universitar și cosmolog
26. William Tyndale (1494-1536), învățat umanist și preot protestant. A tradus Biblia în limba engleză
27. Emmeline Pankhurst (1858-1928), reprezentantă a mișcării radicale feministe, militantă care a luptat pentru drepturile femeii
28. William Wilberforce (1759-1833), politician, filantrop și lider al mișcării de abolire a comerțului de sclavi
29. David Bowie (1947-2016), cântăreț, compozitor, producător și inginer de sunet
30. Guy Fawkes (1570-1606), membru al unui grup de restauraționiști catolici care a plănuit Complotul Prafului de Pușcă din 1605
31. Leonard Cheshire, Baronul Cheshire (1917-1992), pilot al Forțelor Aeriene Regale, filantrop și căpitan de grup în timpul celui de-Al Doilea Război Mondial
32. Eric Morecambe (1926-1984), comedian
33. David Beckham (1975-), jucător de fotbal
34. Thomas Paine (1737-1809), revoluționar, radicalist și intelectual
35. Boudica (cca. 33 d. Hr.-cca. 61 d. Hr.), regină a Icenilor
36. Sir Steve Redgrave (1962-), canotor
37. Thomas More (1478-1535), avocat, scriitor și om de stat
38. William Blake (1757-1827), poet, vizionar, pictor și gravor
39. John Harrison (1693-1776), dulgher, inventator și ceasornicar
40. Henric al VIII-lea (1491-1547), rege al Angliei (1509-1547)
41. Charles Dickens (1812-1870), romancier, critic social și scriitor
42. Sir Frank Whittle (1907-1996), ofițer aerian al Forțelor Aeriene Regale
43. John Peel (1939-2004), DJ, prezentator de radio și jurnalist
44. John Logie Baird (1888-1946), inginer
45. Aneurin Bevan (1897-1960), politician
46. Boy George (1961-), DJ, cântăreț, compozitor și designer de modă
47. Sir Douglas Bader (1910-1982), pilot al Forțelor Aeriene Regale în timpul celui de-Al Doilea Război Mondial
48. Sir William Wallace (1270-1305), cavaler și nobil
49. Sir Francis Drake (cca. 1540-1596), navigator, neguțător de sclavi, corsar și politician
50. John Wesley (1703-1791), pastor anglican și teolog, lider de început al mișcării metodiste
51. King Arthur, rege mitic
52. Florence Nightingale (1820-1910), infirmieră și statistician
53. T. E. Lawrence (1988-1935), ofițer, diplomat, arheolog și scriitor
54. Sir Robert Falcon Scott (1868-1912), ofițer, explorator al Antarcticii
55. Enoch Powell, (1912-1998), politician, filolog, poet, soldat, savant clasic, autor și lingvist
56. Sir Cliff Richard (1940-), cântăreț de muzică pop
57. Sir Alexander Graham Bell (1847-1922), inventator, om de știință și inginer. A inventat telefonul
58. Freddie Mercury (1946-1991), muzician, cântăreț, compozitor și textier, fondator al trupei de muzică rock Queen
59. Julie Andrews (1935-), actriță, cântăreață și autoare
60. Sir Edward Elgar (1857-1934), compozitor
61. Regina mamă Elisabeta (1900-2002), soția Regelui George al VI-lea și mama Reginei Elisabeta a II-a
62. George Harrison (1943-2001), cântăreț, chitarist și compozitor, membru al trupei The Beatles
63. Sir David Attenborough (1926-), redactor științific și cercetător naturalist
64. James Connolly (1868-1916), politician
65. George Stephenson (1781-1848), inginer. A construit prima cale ferată publică ce utiliza locomotive cu abur
66. Sir Charlie Chaplin (1889-1977), actor, comedian și regizor de film
67. Tony Blair (1953-), politician, prim-ministru al Regatului Unit
68. William Caxton (cca. 1422-cca. 1491), diplomat, scriitor și negustor
69. Bobby Moore (1941-1993), jucător de fotbal
70. Jane Austen (1775-1817), romancieră
71. William Booth (1829-1912), activist umanitar
72. Henric al V-lea (cca. 1386-1422), rege al Angliei (1413-1422)
73. Aleister Crowley (1875-1947), ocultist, poet, scriitor, yoghin și alpinist
74. Robert the Bruce (1274-1329), rege al Scoției (1306-1329)
75. Bob Geldof (1951-), cantautor, actor și activist politic
76. The Unknown Warrior⁠(en)[traduceți] (Războinicul necunoscut), soldat ale cărui rămășițe sunt îngropate la Westminster Abbey
77. Robbie Williams (1974-), cântăreț și compozitor
78. Edward Jenner (1749-1823), medic, biolog, om de știință și naturalist. A descoperit vaccinul împotriva variolei
79. David Lloyd George, primul conte Lloyd George (1863-1945), politician, prim-ministru al Regatului Unit (1916-1922)
80. Charles Babbage (1791-1871), matematician, inventator, filosof și inginer mecanic
81. Geoffrey Chaucer (1343-1400), poet
82. Richard al III-lea (1452-1485), rege al Angliei (1483-1485)
83. J.K. Rowling (1965-), scriitoare
84. James Watt (1736-1819), matematician, inventator și inginer
85. Sir Richard Branson (1950-), om de afaceri, filantrop și investitor
86. Bono (1960-), cântăreț, compozitor, om de afaceri și filantrop
87. John Lydon (1956-), cantautor și prezentator de televiziune
88. Bernard Law Montgomery (1887-1976), feldmareșal din timpul celui de-Al Doilea Război Mondial
89. Donald Campbell (1921-1967), pilot de curse auto
90. Henric al II-lea (1133-1189), duce al Normandiei și rege al Angliei (1154-1189)
91. James Clerk Maxwell (1831-1879), om de știință
92. J.R.R. Tolkien (1892-1973), poet, filolog, scriitor și profesor universitar
93. Sir Walter Raleigh (1552-1618), scriitor, poet, corsar, soldat, explorator și politician
94. Eduard I (1239-1307), rege al Angliei (1272-1307)
95. Sir Barnes Wallis (1887-1979), om de știință, inventator și inginer
96. Richard Burton (1925-1984), actor de film
97. Tony Benn (1925-2014), politician, scriitor și diarist
98. David Livingstone (1813-1873), medic, misionar protestant și explorator al Africii Centrale și de Est
99. Sir Tim Berners-Lee (1955-), programator și inventator al World Wide Web-ului
100. Marie Stopes (1880-1958), autoare, paleobotanistă și militantă pentru eugenism și drepturile femeilor